# Лас-Чінас
Лас-Чінас — річка у Чилі. Бере свій початок у гірському масиві Анд регіону Магальянес і Чилійська Антарктика і тече в південному напрямку, поки не впадає в східну сторону озера Лаго-дель-Торо в національному парку Торрес-дель-Пайне.
У секторі між долиною річки Лас-Чінас і гірським хребтом Серро-Гвідо розташоване одне з найважливіших викопних і палеонтологічних місць у Чилі, де були виявлені такі види викопних ссавців, як Magallanodon і Orretherium, а також скам'янілості, що належать амфібіям, рибам, рептиліям і різним безхребетним, разом із матеріалом, що належить зауроподам, тероподам і невизначеним орнітісіям, а також динозавр Gonkoken nanoi, відкритий в 2023 році.